# Anacleto II (antipapa)
Anacleto II, cuyo nombre de nacimiento fue Pietro Pierleoni (?-25 de enero de 1138), fue un antipapa que reinó desde 1131 hasta su muerte.
Pierleoni, nació en la poderosa familia romana de los Pierleoni, hijo del cónsul Pier Leoni. Como hijo segundo y ambicioso, fue destinado a la carrera eclesiástica. Estudió en París y entró en la abadía benedictina de Cluny. Más tarde fue para Roma y desempeñó diversos cargos importantes. En el 1130 el papa Honorio II estaba a punto de morir y Pierleoni estaba determinado a sucederle, aunque eso le costara enormes sobornos. A pesar del apoyo de los habitantes y de las familias más nobles de la ciudad, los enemigos políticos de Pierleoni le cortarían los proyectos y obligaron al cardenal Gregorio Papareschi a presentarse candidato. Este acabó por ser electo papa Inocencio II, pero la facción de los Pierleoni no aceptó el resultado y lo proclamó Anacleto II. Ambos hombres fueron coronados papa el 23 de febrero, comenzando así el cisma.
Los papas permanecieron en Roma y Anacleto intentó ganarse el apoyo de la población gastando enormes cantidades en presentes y fiestas exuberantes. Los gobernantes de Europa, y en especial Lotario II, el emperador, apoyaban a Inocencio II, dejando a Anacleto con pocos partidarios poderosos. Los más importantes de estos últimos eran el duque, Guillermo X de Aquitania, el cual decidió apoyar al antipapa contra el consejo de sus propios obispos, y el influyente Rogelio II de Sicilia, cuyo título de "Rey de Sicilia" Anacleto había aprobado poco después de ascender al trono papal.
Debido al fuerte apoyo de Rogelio a Anacleto, Inocencio se vio forzado a dejar Roma e ir a vivir a Pisa, mientras Anacleto ocupaba Roma. Bernardo de Claraval era el más elocuente partidario de Inocencio II y convenció a todos los partidarios de Anacleto a pasarse al lado de Inocencio después de la muerte de aquel, lo que puso fin al cisma, en 1138. Inocencio II pudo entonces regresar a Roma y gobernar sin oposición. El Papa convocó rápidamente el Concilio de Letrán II en el 1139 y reiteró las enseñanzas de la Iglesia contra la usura, la boda de los clérigos, y otros problemas.
Aunque la familia Pierleoni hubo declarado lealtad al Papa, Giordano, hermano de Anacleto, se hizo el líder de la Comuna de Roma, oponiéndose activamente a los sucesores de Inocencio en la década siguiente.
- Datos: Q314025